# Třebešice (zámek, okres Benešov)
Zámek Třebešice je pozdně barokní zámecká dvoukřídlová jednopatrová budova s vížkou nad valbovou střechou ve stejnojmenné obci v okrese Benešov. K zámku patří barokní špýchar s volutovým štítem, stáje s klenbami a bývalý lihovar. Zámek i špýchar jsou částečně podsklepené.
Zámecký areál včetně zámeckého parku s rybníky je od roku 1965 kulturní památkou.

## Historie

### Tvrz
Podle farní kroniky stávala ve 13. století v místech, kde se dnes říká „V ohradách“, tvrz Třebešice, na vršku proti ní další tvrz Debrník a nedaleko dnešní kostel Všech svatých, jehož kruhová románská apsida potvrzuje značnou starobylost. Zakladateli byli Valkoun, Jan a Jaroslav, vladykové usedlí na Třebešicích. V době husitské se osadníci přidrželi kalicha. V polovině 15. století zdejší rytíř Valkoun z Třebešic se svými zbrojnoši pomáhal Jiřímu z Poděbrad dobývat Prahu. Brzy nato však zdejší rod vymřel, takže roku 1544 dal do obnovených Zemských desk vložit své dědictví rytíř Václav Záhora ze Záhoří. V Třebešicích to byla tvrz, poplužní dvůr a ves; v Debrníku pak dva kmetcí dvory a kostelní podací právo.

### Zámek
Asi v této době opustili Záhorové starou tvrz v Debrníku a vystavěli si nové sídlo blíže kostelu. Tento kostel i zámek nazvali Třebešice a jméno Debrník upadlo v zapomenutí. Z roku 1599 je záznam o koupi panství rytířem Václavem Věžníkem z Věžníka. Roku 1651 prodali Věžníkové Třebešice rytíři Tomáši Sohierovi z Windmühle. V roce 1704 získala zámek Judita Alžběta, manželka Jana Maxmiliána hraběte z Götzu. V roce 1752 prodala Marie Barbora z Roggendorfu, rozená z Götzu, zámek Emauzskému klášteru v Praze. Klášter byl vlastníkem zámku až do roku 1924, kdy jej spolu s lihovarem při pozemkové reformě koupil František Šesták. Po násilném vystěhování rodiny Šestákovy v 50. letech užívalo zámek místní JZD.
V roce 2009 zámek zakoupili manželé Eliška a Igor Valdovi, kteří jej v letech 2009 až 2020 zrekonstruovali; za záchranu zámku získali v roce 2018 hlavní cenu za obnovu památky v soutěži Patrimonium pro futuro pořádané Národním památkovým ústavem.

## Popis
Areál leží na mírném jižním svahu a patří k němu hospodářský dvůr se zámeckou budovou, park na jihozápadní straně, sad na severní straně a několik rybníčků a obytných budov na východní straně.
Zámek je dvoukřídlý patrový objekt s půdorysem do L, hlavní průčelí orientované do dvora je symetrické. V přízemí je stavba renesanční, v patře je hlavní jižní křídlo pravděpodobně také renesanční, ale s klasicistními stropy. V tomto patře byla nejspíše i barokní kaple, později přenesená do přízemí východního křídla. Průčelí bočního východního křídla budově dominuje, je členěné původně raně barokními římsami a šambránami, v jeho ose je vížka s helmicí a centrální portál s ostěním z červeného pískovce a s postranními pilastry.
Sýpka severně od hlavní brány je přízemní se sedlovou střechou a jednoduchými volutovými štíty, na jižním štítu je datace 1773.
Na přístupové cestě do dvora od východu je výklenková kaplička se soškou Sv. Jana Nepomuckého.